# محرك بنزين
محرك أوتو أو محرك بنزين هو مصطلح يستعمل للدلالة على محرك الاحتراق الداخلي الذي يتم فيه إشعال خليط الوقود والهواء بواسطة شرارة. يختلف هذا المحرك عن محرك الديزل الذي تتم عملية الإشعال فيه نتيجة للضغط. قد يكون المحرك ذو مشواران (شوطان) أو ذو أربعة مشاوير (أشواط).

## أشواط المحرك

### الشوط الأول: مشوار السحب
حيث يتحرك المكبس من الأعلى (النقطة الميتة العليا) إلى الأسفل (النقطة الميتة السفلى)، فتحدث خلخلة (انخفاض في الضغط) فتحد، ويكون صمام السحب مفتوحاً حيث يسمح بدخول الخليط المكون من الوقود والهواء بينما يكون صمام العادم مغلقا، إلى غرفة الاحتراق،
- وهناك اختلاف في طرق التي يتم فيها تكوين الخليط، وأما الطريقة الحديثة ففيها يقوم المكبس بسحب الهواء فقط من النطاق الخارجي ماراً بمنقيات ومصافي (فلاتر) بينما تقوم البخاخات بنثر الوقود بشكل جزيئات في انبوب السحب، وبذلك يتكون الخليط.
وينتهي شوط السحب بوصول المكبس إلى النقطة الميتة السفلى، أي نهاية الشوط الذي يتحرك المكبس فيه ضمن الاسطوانة.

### الشوط الثاني: شوط الضغط
وبهذا المشوار، يتحرك المكبس من النقطة الميتة السفلى (التي كان قد وصلها في نهاية شوط السحب) إلى النقطة الميتة العليا، وهي أعلى نقطة ممكن أن يصلها المكبس ضمن الاسطوانة، ضاغطا بذلك الخليط ورافعاً درجة حراراته نتيجة الضغط، مع الملاحظة بأن الصمامان في حالة الضغط يكونا مغلقين.
وفي نهاية شوط الضغط أي عند وصول المكبس إلى النقطة الميتة العليا، تنطلق الشرارة من شمعة الإشعال، المبينة صورتها بين الصمامين. ليبداً بذلك شوط القدرة.

### الشوط الثالث: شوط القدرة
عند وصول المكبس إلى النقطة الميتة العليا تقوم شمعة الإشعال بإرسال الشرارة، بتوقيت وقوة معينتين مفجرة بذلك الخليط المكون من البنزين والهواء، والذي قد ضغط ورفعت درجة حرارته نتيجة لحركة المكبس في مشوار الضغط كما أسلفنا سابقا.مع الملاحظة بأن الصمامان في شوط القدرة يكونا مغلقين أيضا
ونتيجة للضغط وتوفر العوامل التالية (هواء + بترول + ضغط وفي النهاية شرارة) فيحدث الإشعال الذي ينتقل بسرعة بين جزيئات الخليط مولداً قوة ضغط كبيرة مؤثرة على سطح المكبس فتقوم بدفعه إلى الأسفل أي من النقطة الميتة العليا إلى النقطة الميتة السلفلى، وهذا الشوط يسمى بالشوط الفعال، أو شوط القدرة لأن المحرك يعتمد في عمله على القوة التي يولدها شوط القدرة،

### الشوط الرابع: شوط العادم
يبدأ هذا الشوط بانتهاء شوط القدرة، حيث يرتفع المكبس من النقطة الميتة السفلى إلى النقطة الميتة العليا، مع فتح صمام العادم سامحاً بخروج العادم المتولد عن احتراق الخليط، طارحاً إياه إلى الهواء الخارجي.
وبذلك نكون قد اتتمنا عملة الاحتراق كاملة في المحرك.
ربما سيطرح السؤال نفسه: من أين اتت حركة المكابس في الأشواط الثلاثة غير شوط القدرة، والجواب هو أن المحرك الذي قد أسلفت في شرحه هو من أربعة اسطوانات. أي انه دائماً تكون أحد المكابس في حالة قدرة والثلاثة الأخرى، في سحب وآخر في عادم وآخر في ضغط.
- وهذه الدورة تكون في المحركات رباعية الأشواط، وهناك محركات مزدوجة الأشواط سنقوم باستعراضها لاحقاً.

## الأسسالترمودينامكية

الأشواط الأربعة في محرك احتراق داخلي

الأسس الترموديناميكية في محركات الاحتراق الداخلي ترتكز على ثلاث قيم حرارية متغيرة وهي: الحجم والضغط والحرارة. كل من هذا المتغيرات لها تأثير على القيمتين الأخرى تين، وبهذا يتبع التأثير على الطاقة الحرارية المتوفرة في المحرك. بشكل عام، يمكن القول أنه عندما يصغر حجم الغاز المكبوس يزيد ضغطه، فترتفع حرارته. إذن يتم استخدام الطاقة الحرارية لتوليد طاقة حركية بأن يتم تغيير الحالة الطاقية للغاز الموجود في أنبوب المحرك، وذلك من خلال التحكم بالتغيرات التالية:
- الارتفاع أو الهبوط بحرارة الخليط
- الارتفاع أو الهبوط بحجم الخليط
- الارتفاع أو الهبوط بضغط هذا الخليط

من خلال الأشواط الأربعة الحاصلة، تحدث أربع تغيرات ترموديناميكية بفعل العمليات التالية:

### عملية الضغط
المكبس يتحرك إلى فوق في حين أن الصمامات مغلقة. وبهذا:
- ينخفض حجم الخليط المكبوس
- ترتفع حرارة الخليط
- ويزيد ضغطه

مما يجعل من الخليط، مادة قابلة للانفجار. هنا يحصل النظام الحراري على ""الشغل"" الناتج عن الضغط.

### عملية الانفجار وزيادة الحرارة
- هنا تقوم شمعة الاشتعال بحرق الخليط المضغوط، مما يؤدي إلى انفجاره. وبهذا:
- يبقى الحجم ثابتا خلال لحظة الاشتعال، كون الانفجار يحصل بسرعة كبيرة تقرب المالانهاية.
- تزيد الحرارة بشكل مرتفع جدا. هنا يحصل النظام على الطاقة الحرارية التي ستتحول فيما بعد إلى طاقة حركية

### عملية التمدد
هنا يندفع المكبس إلى الأسفل بفعل الانفجار، وبهذا:
- يرتفع حجم الغاز الناتج عن احتراق الخليط.
- يهبط الضغط مع فتح صمام العادم عند وصول المكبس إلى النقطة السفلى

هنا يحصل النظام الحراري على الشغل الناتج عن دفع الانفجار للمكبس إلى الأسفل.

### عملية التخلّص الحراري
مع فتح صمام العادم:
- تنفذ الحرارة إلى الخارج
- يتم إخراج الغاز العادم من الأنبوب وبهذا يقل حجم الأنبوب وتنخفض حرارته.

## محرك احتراق داخلي ذو شوطين

صورة محركة تبين طريقة عمل المحرك ذو شوطين

يأتي اسم هذا النوع من المحركات لكون طريقة حركتها تتألف من مشوارين للمكبس لأجل إتمام الأشواط الأربعة مقارنة مع محركات الأوتو ذو الأربع مشاوير حيث يتم كل شوط بمشوار. ويسمى هذا النوع من المحركات أيضا بالمحرك بلا صمام، لعدم استخدام الصمامات فيه.

### الميزات
- صغر الحجم لبساطة التصميم
- الوزن الخفيف بفضل الاستغناء عن الصمامات وتوابعها. هنا يقوم المكبس بتنظيم دخول وخروج الخليط.
- يحصل الاشتعال عند كل مشوار للمكبس. مما يسرع حركة دوران المحرك.
- طريقة عمله تؤمن له مجالات استخدام أوسع حيث تكون الوضعية الأفقية أو المائلة لازمة. (منشار كهربائي، دراجة نارية جبلية)
- كلفة تصنيع منخفضة.
- يتم مزج الزيت بمادة الاحتراق، مما يزيد من ارتفاع نسبة الغازات السامة المنبعثة من المحرك.

### استعمالات لمحرك ذو شوطين
منشار كهربائي، دراجات نارية، سيارات صغيرة، سيارات سكارت، سكووتر..

## تاريخ التصميم
أول محرك بنزين عملي، تم تصميمه في سنة 1876 بألمانيا، بواسطة نيكولاس أغسطس أوتو، ذلك على الرغم من وجود محاولة سابقة من قبل إتيان لينوار في سنة 1860 وسيغفريد ماركوس في سنة 1864 وجورج برايتون في سنة 1876.

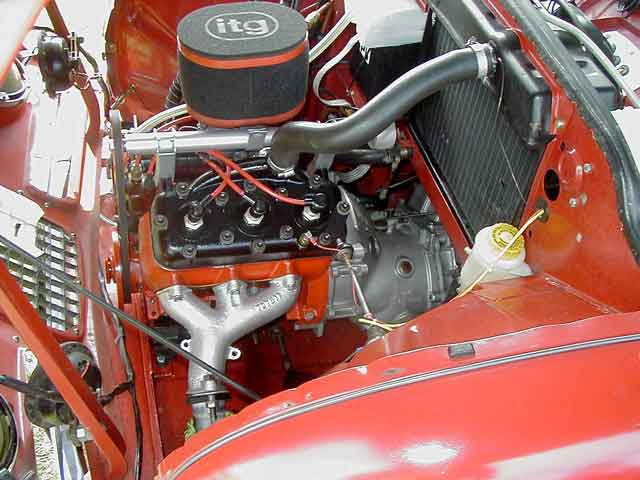
محرك قديم لإحدى سيارات شركة ساب ذو شوطين

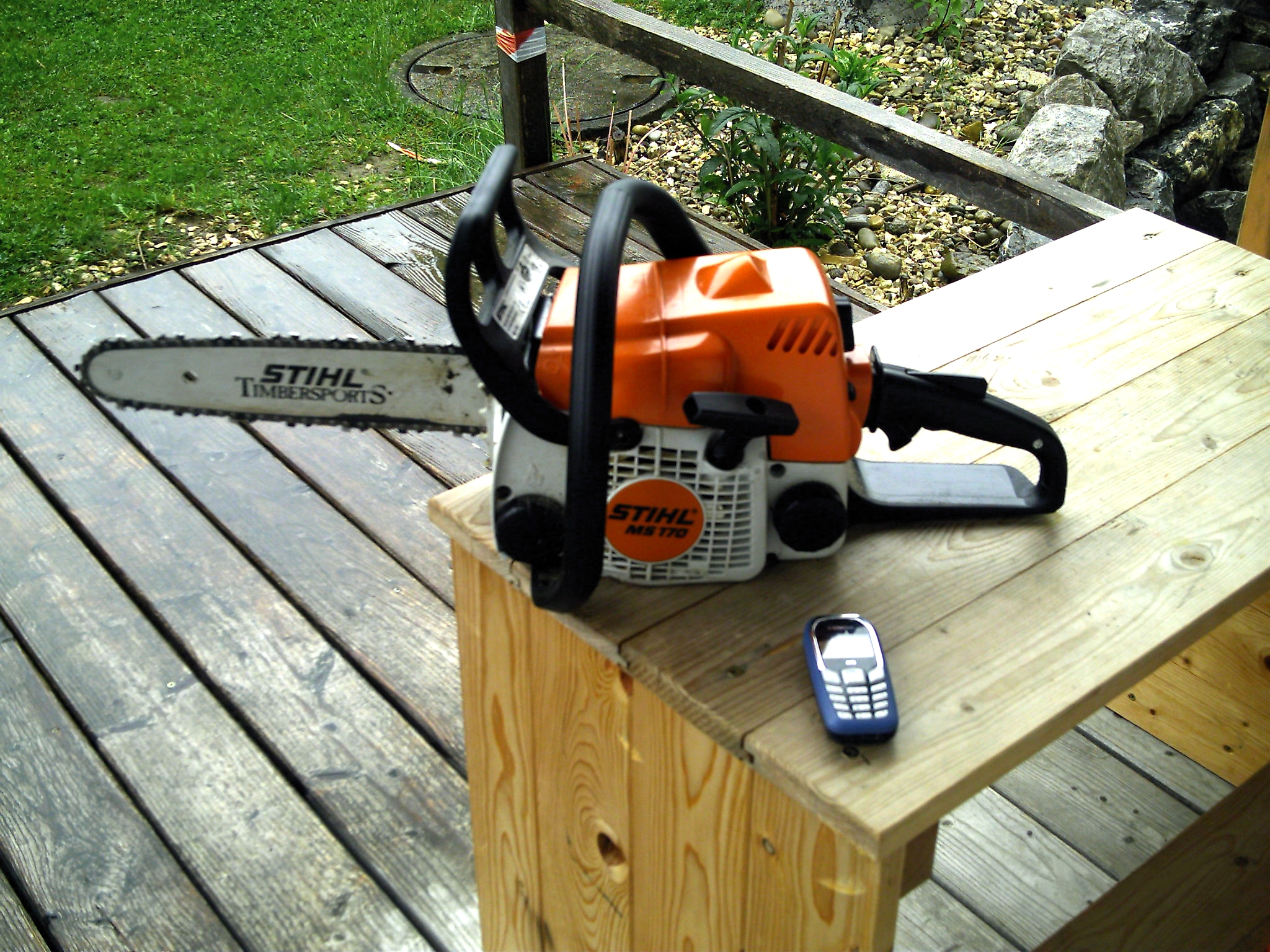
منشار آلي من شركة شتيل الألمانية يعمل بمحرك ذو شوطين

## اقرأ أيضا
- دورة أوتو
- شغل في نظام مفتوح
- شغل ميكانيكي
- محرك ذو أسطوانة واحدة
- دورة ديزل
- محرك دوار